# 小行星4391
小行星4391（4391 Balodis）是一颗绕太阳运转的小行星，为主小行星带小行星。该小行星于1977年8月21日发现。

## 轨道参数
小行星4391的轨道半长轴为2.3892266 UA，离心率为0.214。